# Leosthenes emmrichi
Leosthenes emmrichi är en insektsart som beskrevs av Oliver Zompro 1998. Leosthenes emmrichi ingår i släktet Leosthenes och familjen Phasmatidae. Inga underarter finns listade i Catalogue of Life.